# 地理考察

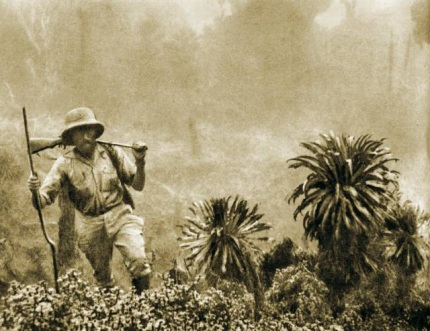
探險家卡齐米日·诺瓦克

地理考察，有时更常用探險一詞，是指以發現或資源為目的的搜尋活動，所有的非固著生物均會進行探險行為。在人類历史上，地理大发现為探險活動快速成長的時期，當時歐洲探險家基於各種原因，於新世界進行航海並繪製地圖。而地理大发现後的探險活動大多基於探索資訊等原因。

## 定義
探险即探索的过程，其定义为：
- 系统性检驗、调查某事
- 寻找並发现
- 檢查並判斷
- 亲身經歷、体验
- 漫无目的游荡